# Ibaraki prefektúra
Ibaraki prefektúra (japán írással: 茨城県 (Ibaraki-ken), nevének jelentése: tüskebokor-vár) Japán egyik közigazgatási egysége. Honsú szigetén, Kantó régióban fekszik. Fővárosa Mito.

## Városok
32 város található ebben a prefektúrában.
| - Bandó - Csikuszei - Hitacsi - Hitacsinaka - Hitacsiómija - Hitacsióta - Hokota - Inasiki - Isioka - Itako | - Dzsószó - Kamiszu - Kaszama - Kasima - Kaszumigaura - Kitaibaraki - Koga - Mito (székhely) - Morija - Naka - Namegata | - Omitama - Rjúgaszaki - Szakuragava - Simocuma - Takahagi - Toride - Cucsiura - Cukuba - Cukubamirai - Usiku - Júki |

## Kisvárosok és falvak

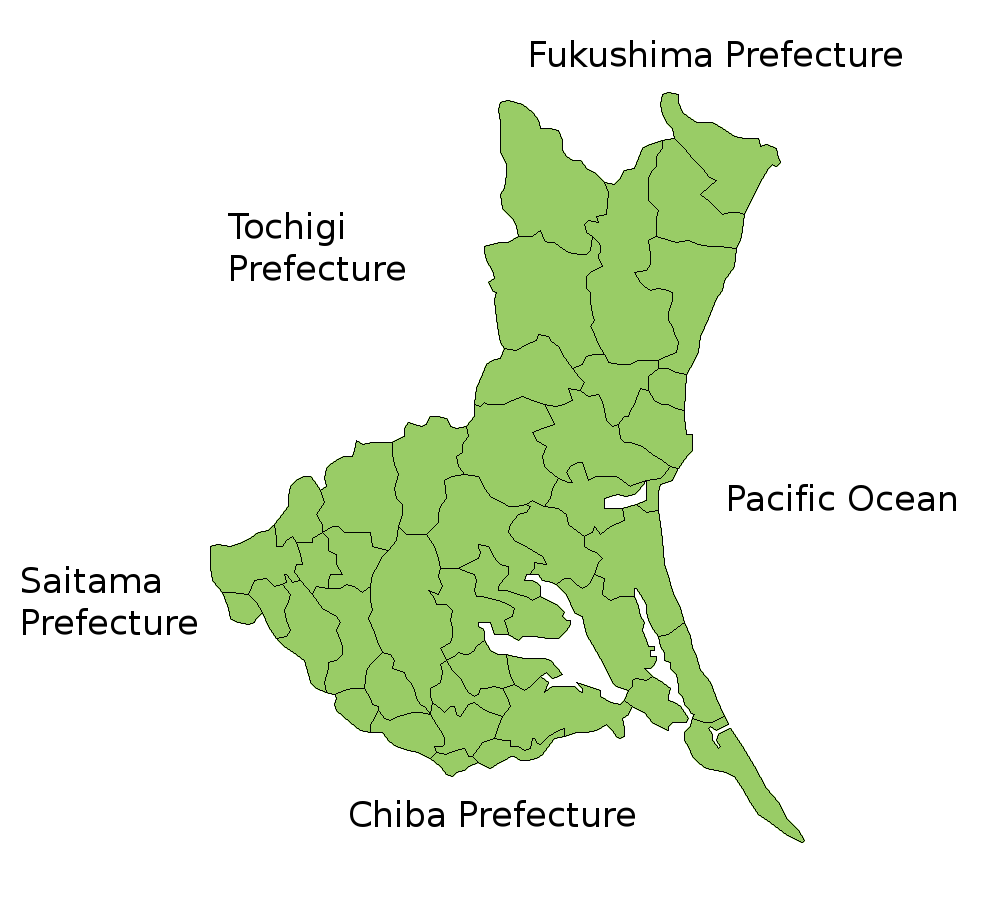
Ibaraki prefektúra térképe

| - Higasiibaraki körzet Ibaraki Óarai Siroszato - Inasiki körzet Ami Kavacsi Miho | - Kitaszóma körzet Tone - Kudzsi körzet Daigo - Naka körzet Tókai | - Szasima körzet Goka Szakai - Júki körzet Jacsijo |